# Condado de Sullivan (Pensilvania)
El condado de Sullivan es un condado ubicado en el estado de Pensilvania. En 2000, su población era de 6.556 habitantes. El condado de Sullivan fue fundado en 1847 a partir de parte del condado de Lycoming. Su sede está en Laporte.

## Geografía

### Condados adyacentes
- Bradford (norte)
- Condado de Wyoming (este)
- Condado de Luzerne (sureste)
- Condado de Columbia (sur)
- Condado de Lycoming (oeste)

## Demografía
Según el censo de 2000, el condado cuenta con 6.556 habitantes, 2.660 hogares y 1.752 familias residentes. La densidad de población es de 6 hab/km² (15 hab/mi²). Hay 6.017 unidades habitacionales con una densidad promedio de 5 u.a./km² (13 u.a./mi²). La composición racial de la población del condado es 95,58% Blanca, 2,20% Afroamericana o Negra, 0,76% Nativa americana, 0,15% Asiática, 0,00% De las islas del Pacífico, 0,46% de Otros orígenes y 0,85% de dos o más razas. El 1,10% de la población es de origen Hispano o Latino cualquiera sea su raza de origen.
De los 2.660 hogares, en el 24,20% de ellos viven menores de edad, 54,70% están formados por parejas casadas que viven juntas, 6,80% son llevados por una mujer sin esposo presente y 34,10% no son familias. El 29,30% de todos los hogares están formados por una sola persona y 15,20% de ellos incluyen a una persona de más de 65 años. El promedio de habitantes por hogar es de 2,30 y el tamaño promedio de las familias es de 2,81 personas.
El 20,80% de la población del condado tiene menos de 18 años, el 7,90% tiene entre 18 y 24 años, el 24,10% tiene entre 25 y 44 años, el 25,30% tiene entre 45 y 64 años y el 21,90% tiene más de 65 años de edad. La edad media es de 43 años. Por cada 100 mujeres hay 102,10 hombres y por cada 100 mujeres de más de 18 años hay 100,40 hombres.

## Localidades

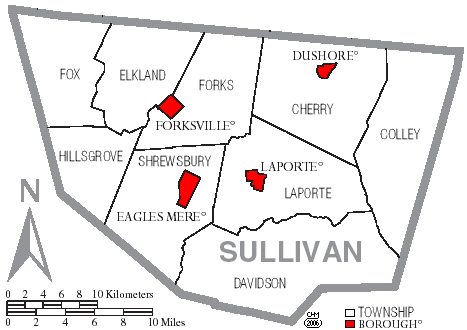
Mapa del condado con los boroughs en rojo y los municipios en blanco.

### Boroughs
Dushore |
Eagles Mere |
Forksville |
Laporte 

### Municipios
Cherry |
Colley |
Davidson |
Elkland |
Forks |
Fox |
Hillsgrove |
Laporte |
Shrewsbury 

### Área no incorporada
Mildred 